# 千代台公園野球場
千代台公園野球場（ちよがだいこうえんやきゅうじょう）は、北海道函館市の千代台公園にある野球場。愛称はオーシャンスタジアム。

## 概要
千代ヶ岱町（現在の千代台町）にある旧七一部隊（千代ヶ岱陣屋）跡地が、建設省（当時）から緑地帯に指定されたのを契機として総合運動場建設を計画し、野球場は1951年（昭和26年）に完成した（当初の名称は千代ヶ岱球場）。1954年（昭和29年）8月には、第9回国民体育大会（北海道大会）出席のために来道した昭和天皇、香淳皇后の行幸啓もあった。
1992年（平成4年）から1993年（平成5年）にかけて行った全面改修の際には愛称を公募し、「オーシャンスタジアム」になった。これは、社会人野球チーム函館太洋倶楽部の本拠地であることから「太洋」の意味を持つ「オーシャン」に由来している。
スタジアム正面ロビーには、全面改修後の1994年以降に本塁打を放った選手を記したプレート「栄光の球跡」が飾られている。
後述するように、施設の老朽化や土の固さなどを理由に、2019年はプロ野球の試合が開催されなかったことから改修が行われ、2020年に完了した。2021年は公式戦は開催されなかったが、東京オリンピック開催に伴う公式戦中断期間中に行われた2021プロ野球エキシビションマッチにおいて、当球場で5試合を開催した。
スタジアム前には函館太洋倶楽部で活躍した久慈次郎がミットを構えた姿の銅像が建てられている。全日本で共にプレーしたヴィクトル・スタルヒンの銅像がある旭川スタルヒン球場の方角を向いて建っていたが、現在は設置場所の移動等で向きが変更されている。

## 施設
- 開設期間：5月1日から10月31日まで[11]
- 施設面積：23,400 m²
- 内野メインスタンド：鉄筋コンクリート造3階建（地上2階・地下1階）、階段スタンド
- 内野スタンド：盛土階段スタンド
- 外野スタンド：盛土芝生スタンド
- その他：事務室、本部室、審判室、ダッグアウト、キーパー席、ロッカールーム、シャワー、会議室、放送室など

## 利用状況
2004年に北海道へ本拠地移転した北海道日本ハムファイターズが準本拠地として主催試合を毎年開催していたが、2019年は収容人員不足や内野の土の硬さを理由にカードが組まれず、プロ野球公式戦の開催は2017年が最後となっている（2018年は雨天中止）。
年間1～2試合のみの公式戦開催ながら、新庄剛志が通算1000安打、鵜久森淳志が初安打、宮西尚生が初勝利、江尻慎太郎が球団初の1球勝利、運天ジョン・クレイトンが初登板、大谷翔平が初完封、太田賢吾が初出場を記録するなど節目の記録も達成されている。
そのほか、日本ハム以外の他球団によるイースタン・リーグ公式戦、北海道学生野球連盟の試合や全国高等学校野球選手権南北海道大会函館支部予選も行われている。

### 北海道日本ハムファイターズ主催試合の結果
- 2004年5月29日・30日、対西武ライオンズ戦[15]
- 2006年7月29日、対福岡ソフトバンクホークス戦[16]
- 2007年8月11日・12日、対西武ライオンズ戦[17][18]
- 2008年5月10日・11日、対福岡ソフトバンクホークス戦[19]
- 2009年7月4日・5日、対福岡ソフトバンクホークス戦[20]
- 2010年5月8日・9日、対東北楽天ゴールデンイーグルス戦[21]
- 2011年5月14日・15日、対オリックス・バファローズ戦[22]
- 2012年5月12日・13日、対埼玉西武ライオンズ戦[23]
- 2013年7月17日、対埼玉西武ライオンズ戦[24]
- 2014年5月13日、対埼玉西武ライオンズ戦[25]
- 2015年6月30日、対オリックス・バファローズ戦（雨天中止）[26]
- 2016年5月26日、対千葉ロッテマリーンズ戦[27]
- 2017年7月18日、対東北楽天ゴールデンイーグルス戦[28]
- 2018年7月5日、対埼玉西武ライオンズ戦（雨天中止）
- 2021年8月4日 - 8月9日（除8月7日）、対横浜DeNAベイスターズ戦・対読売ジャイアンツ戦（2021プロ野球エキシビションマッチ）

### 1951年 - 2003年プロ野球公式戦[29]
- 1951年8月13日 広島カープ 5-1 名古屋ドラゴンズ、読売ジャイアンツ 2-1 国鉄スワローズ（変則ダブルヘッダー）
- 1952年8月14日 大洋ホエールズ 6-4 広島カープ、読売ジャイアンツ 3-2 国鉄スワローズ（変則ダブルヘッダー）
- 1953年7月12日 大映スターズ 0-3 東急フライヤーズ
- 1953年8月6日 大阪タイガース 11-1 国鉄スワローズ、読売ジャイアンツ 14-1 広島カープ（変則ダブルヘッダー）
- 1956年8月1日 大映スターズ 5-12 南海ホークス
- 1959年6月4日 読売ジャイアンツ 6-7 広島カープ
- 1961年6月3日 読売ジャイアンツ 4-1 広島カープ
- 1966年6月4日 大洋ホエールズ 3-4 中日ドラゴンズ
- 1971年6月3日 大洋ホエールズ 3-4 ヤクルトアトムズ、大洋ホエールズ 0-1 ヤクルトアトムズ（ダブルヘッダー）
- 1972年7月15日 大洋ホエールズ 3-8 広島東洋カープ
- 1988年7月16日 広島東洋カープ 4-3 ヤクルトスワローズ
- 1994年8月20日 ヤクルトスワローズ 6-1 横浜ベイスターズ
- 1994年8月21日 ヤクルトスワローズ 3-1 横浜ベイスターズ
- 1995年7月8日 オリックス・ブルーウェーブ 4-2 日本ハムファイターズ
- 1995年7月9日 オリックス・ブルーウェーブ 5-3 日本ハムファイターズ
- 1996年8月31日 日本ハムファイターズ 2-3 近鉄バファローズ
- 1998年6月20日 広島東洋カープ 3-6 横浜ベイスターズ
- 1998年6月21日 広島東洋カープ 4-7 横浜ベイスターズ
- 1999年6月19日 ヤクルトスワローズ 4-1 横浜ベイスターズ
- 1999年6月20日 ヤクルトスワローズ 4-7 横浜ベイスターズ
- 2000年7月1日 オリックス・ブルーウェーブ 11-4 千葉ロッテマリーンズ
- 2000年7月2日 オリックス・ブルーウェーブ 4-5 千葉ロッテマリーンズ
- 2001年6月30日 オリックス・ブルーウェーブ 1-8 大阪近鉄バファローズ
- 2001年7月1日 オリックス・ブルーウェーブ 3-0 大阪近鉄バファローズ
- 2002年7月27日 広島東洋カープ 6-2 横浜ベイスターズ
- 2002年7月28日 広島東洋カープ 1-2 横浜ベイスターズ

## アクセス
- 函館市電千代台停留場から徒歩3分
- 函館バス「千代台」バス停下車徒歩3分、「テーオーデパート前」バス停下車徒歩5分

## 参考資料
- “函館市都市公園条例”. 函館市例規集.  函館市. 2016年7月22日閲覧。
- “函館市都市公園条例施行規則”. 函館市例規集.   函館市. 2016年7月22日閲覧。
- “函館太洋倶楽部と千代ヶ岱球場 古参の実業団チームとその戦後”. 函館市史通説編第4巻 第7編 市民生活の諸相（コラム）.   函館市. pp. 723-727. 2016年7月22日閲覧。